# オセロマルチビジョン
オセロマルチビジョン（Othello Multivision）は、1983年末にツクダオリジナルが発売した家庭用ゲーム機である。
セガ・エンタープライゼス（以下セガ）との業務提携により、セガが発売していた家庭用ゲーム機「SG-1000」およびパーソナルコンピュータ「SC-3000」用のゲームソフトと互換性を持ち、本体にオセロゲームROMを内蔵していることを特徴とする。
1984年7月には外装や付属品などを変更した「オセロマルチビジョン FG-2000」も発売された。

## 開発・発売の経緯
オセロマルチビジョンはアスキーが提唱し、家電業界各社が参加を表明していたパーソナルコンピュータの統一規格「MSX」への対抗を目的として、セガとツクダオリジナルが業務提携を行い、開発された。本機の開発はセガとツクダオリジナルが共同で行い、生産と販売は主要部品をセガが供給した上でツクダオリジナルが担当した。
1983年10月4日に東京都台東区橋場のツクダグループビルでツクダオリジナルの和久井威専務（当時）とセガの駒井徳造常務（当時）が同席の上で記者会見が行われ、オセロマルチビジョンが発表された。1983年末の発売時点での定価は19,800円で、ツクダオリジナルは年内の販売台数を約2万台と見込んでいた。

## 本体の機能
オセロマルチビジョンの本体はCPUに3.58MHzで動作するZ80と、16KBのROMと2KBのRAMを搭載していた。また、内蔵オセロゲーム専用のAからH、1から8までの打石位置を指定するキーなどが用意されたキーボードと、別売りのゲームソフトで用いる本体固定型の1P用ジョイスティックが本体に装着されていた。

### 内蔵オセロゲーム機能
オセロマルチビジョンには別売りのゲームソフトを用意しなくても、本体のみで内蔵のオセロゲームで遊ぶことができる機能が搭載されていた。この内蔵オセロゲームのプログラムはツクダオリジナルが1980年に発売した4ビットCPUを採用した携帯ゲーム機「コンピューターオセロ」のプログラムを発展させたもので、開発には1年3ヶ月以上の期間を要したという。アルゴリズムは世界オセロチャンピオンにもなった井上博がまとめた定石や考え方を採用しており、そのコンピュータの強さは2段（レベル8設定時）に相当するとしていた。
その他、内蔵オセロゲームの機能としては、プレイヤーの腕前に合わせてコンピュータの強さをレベル1からレベル8まで選択することができ、ヒント機能（レベル3まで）、1手戻し機能（レベル3まで）、棋譜再現機能（レベル7まで）、段級位評価機能および2人対戦機能が搭載されていた。また、レベル8のコンピュータに38石以上の成績で勝利すると画面にシークレットコードが表示され、本体に付属した応募券にそのコードを記載してツクダオリジナルまで郵送すると記念品が貰える仕掛けも用意されていた。
なお、この内蔵オセロゲームは『月刊アスキー』誌上で開催されていたコンピューターオセロの自作プログラム選手権「アスキーマイクロオセロリーグ」に参加したことがあり、主に投稿されたプログラムの強さを測る指標として用いられていた。

### 互換機能
セガの家庭用ハードとの互換機能に関しては、オセロマルチビジョン側でセガが発売するSC-3000/SG-1000用ゲームソフトが使用できるだけではなく、ツクダオリジナルが発売するオセロマルチビジョン用ゲームソフトをSC-3000シリーズおよびSG-1000シリーズで使用することもでき、双方のゲームソフトをそれぞれのハードで相互に使用することができた。
このことをもって、1983年10月3日の『日経産業新聞』の記事には家庭用ゲーム機初の統一規格の製品と記載、また『週刊現代』1984年9月22日号の記事にはテレビゲーム業界初のコンパチブル機種で、2社による統一規格と記載されていた。

## オセロマルチビジョン FG-2000
ツクダオリジナルは、セガが1984年4月に発売したSG-1000用外付けキーボード「SK-1100」を接続可能にし、内蔵オセロゲームを省いて定価を15,500円に下げた「マルチビジョンII」を1984年7月に発売することを計画していた。最終的には内蔵オセロゲームを搭載し、SK-1100用の接続端子が追加された新型機「オセロマルチビジョン FG-2000」を1984年7月に定価19,800円で発売した。
「オセロマルチビジョン FG-2000」は、内蔵オセロゲームに関しては旧型機と基本的に同一内容である。その一方で旧型機から機能面が強化され、本体固定型の1P用ジョイスティックがジョイパッドに形状が変更されたほか、SK-1100が接続可能になったことでセガが販売するSK-1100用BASICソフトが動作するようになりパソコンとして使用できるようになった。また、従来別売だった外付けジョイスティックが1個付属するようになり、ジョイスティック端子についても1P用の端子と2P用の端子が本体に搭載された。
その後、1985年に「オセロマルチビジョン FG-2000」の定価が18,500円へと改定された。また、価格改定以前の1984年11月から1985年1月にかけて、オセロマルチビジョン用ソフト『岡本綾子のマッチプレイゴルフ』と「オセロマルチビジョン FG-2000」本体を19,800円でセット販売する、岡本綾子の1984年全英女子オープン優勝を記念したキャンペーンを実施していた。

## ソフトウェア
オセロマルチビジョンはセガが発売するSC-3000/SG-1000用ゲームソフト（カートリッジ、ICカード）が使用できたが、ツクダオリジナルも独自でオセロマルチビジョン用ゲームカートリッジを発売していた。ツクダオリジナルが発売したオセロマルチビジョン用ゲームカートリッジは1983年から1984年にかけて8タイトルがリリースされた。

### 発売されたタイトル（全8タイトル）
- Qバート[42]
- ガズラー[42]
- スペースマウンテン[42]
- 三人麻雀[42]
- 岡本綾子のマッチプレイゴルフ[42]
- チャレンジダービー[42]
- 007 JAMES BOND[42]
- スペースアーマー[42]

### 発売されなかったタイトル
- グレートエスケープ2[2][3][44]
- SUPER PACHI PRO[2][3]
- バジル大作戦[46]
- ピンボール[46]
- スターウォーズ[5]
- チャレンジサッカー[44][45]